# Viktória Morvayová
Viktória Morvayová (* 2. Juni 1998) ist eine slowakische Tennisspielerin.

## Karriere
Morvayová begann mit fünf Jahren das Tennisspielen und bevorzugt Hartplätze. Sie spielt bislang vor allem Turniere auf der ITF Women’s World Tennis Tour, wo sie bislang einen Titel im Einzel und vier Titel im Doppel gewinnen konnte.
2017 startete sie bei den US Open im Juniorinneneinzel, wo sie in der ersten Runde gegen Jule Niemeier mit 6:4, 2:6 und 6:2 gewann, in der zweiten Runde dann aber gegen María Carlé mit 2:6 und 2:6 verlor. Im Juniorinnendoppel unterlag sie mit Partnerin Marharyta Bilokin ebenfalls bereits in der ersten Runde.
2018 gewann sie bei den Australian Open in der ersten Runde gegen Hurricane Tyra Black mit 6:4 und 6:2, in der zweiten Runde unterlag sie Kamilla Rachimowa mit 0:6 und 2:6. Im Juniorinnendoppel erreichte sie mit Partnerin Nika Radišić die zweite Runde mit einem 1:6, 6:2 und [10:3] Sieg über Karolína Beránková und Ania Hertel. Dort unterlagen sie der japanischen Paarung Yūki Naitō und Naho Satō mit 6:72 und 3:6. Bei den French Open unterlag sie mit Partnerin Lea Ma im Juniorinnendoppel bereits in der ersten Runde gegen Sofja Lansere und Kamilla Rachimowa mit 3:6, 6:4 und [10:5].

## Turniersiege

### Einzel
| Nr. | Datum           | Turnier | Kategorie | Belag     | Finalgegnerin | Ergebnis      |
| --- | --------------- | ------- | --------- | --------- | ------------- | ------------- |
| 1.  | 10. August 2025 | Lu’an   | ITF W15   | Hartplatz | Sun Yingqun   | 2:6, 6:2, 6:1 |

### Doppel
| Nr. | Datum            | Turnier      | Kategorie   | Belag             | Partnerin          | Finalgegnerinnen                        | Ergebnis          |
| --- | ---------------- | ------------ | ----------- | ----------------- | ------------------ | --------------------------------------- | ----------------- |
| 1.  | 21. Oktober 2017 | Antalya      | ITF $15.000 | Sand              | Nika Radišić       | Cristina Adamescu Ilona Ghioroaie       | 6:4, 6:4          |
| 2.  | 20. Februar 2021 | Monastir     | ITF W15     | Hartplatz         | Weronika Falkowska | Karola Patricia Bejenaru Zdena Šafářová | 6:4, 7:5          |
| 3.  | 14. Januar 2023  | Loughborough | ITF W25     | Hartplatz (Halle) | Anna Sisková       | Justina Mikulskytė Bibiane Schoofs      | 6:3, 63:7, [10:6] |
| 4.  | 24. Mai 2025     | Estepona     | ITF W15     | Hartplatz         | Joy de Zeeuw       | Vlada Ekshibarova Clara Vlasselaer      | 4:6, 6:1, [10:5]  |